# Laurent Pillon

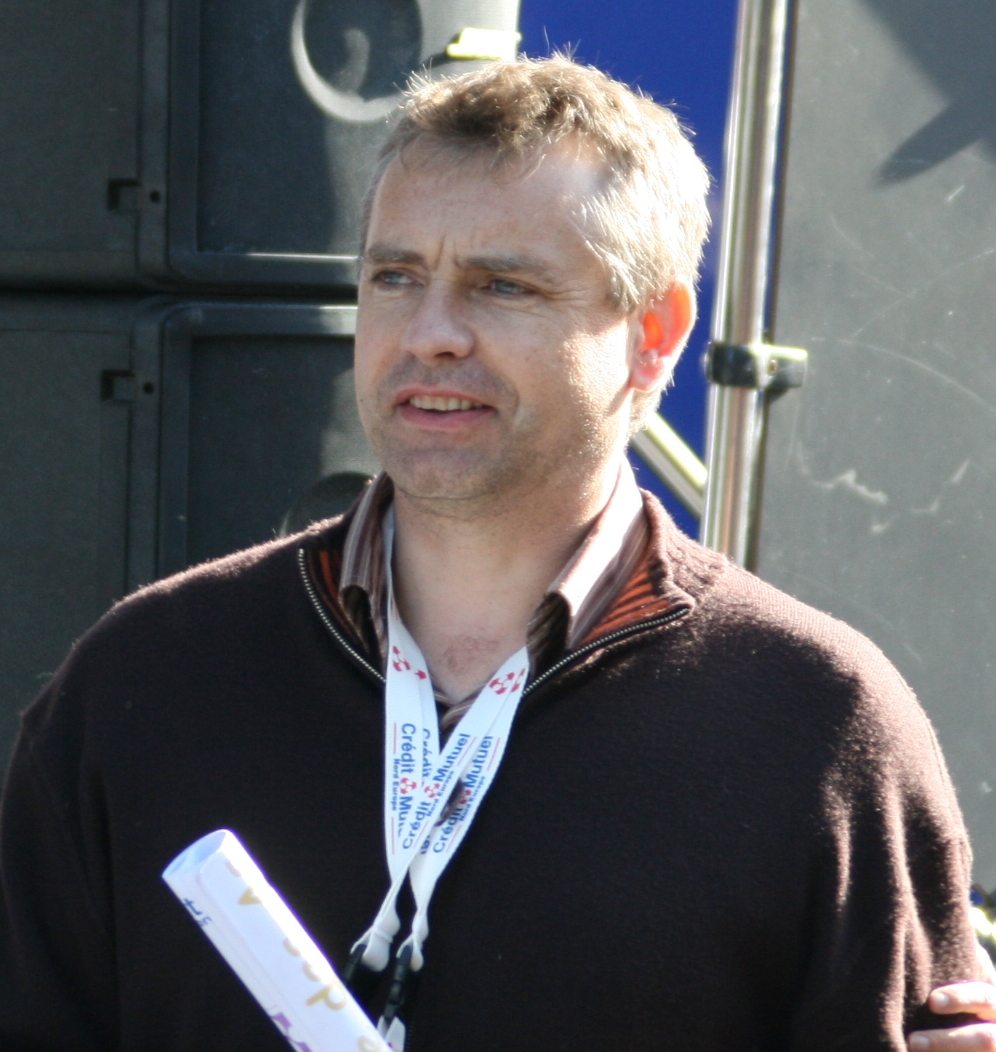
Laurent Pillon, 2008

Laurent Pillon (* 31. März 1964 in Creil) ist ein ehemaliger französischer Radrennfahrer.

## Sportliche Laufbahn
Pillon war im Straßenradsport aktiv. Als Amateur gewann er 1986 das Rennen La Tramontane, 1987 den Circuit des Ardennes, 1988 den Grand Prix des Flandres françaises und die Tour du Cambrésis, 1989 den Circuit de Saône-et-Loire, die Tour d’Auvergne und den Circuit méditerranéen. 1989 wurde er in der Internationalen Friedensfahrt 11. und damit bester Franzose.
Von 1990 bis 2000 war er Berufsfahrer. Er war u. a. Domestik von Mario Cipollini und Johan Museeuw. 1993 gewann er mit seinem Team das Mannschaftszeitfahren in der Tour de France. 1996 kam er im Grand Prix des Marbriers auf den 2. Platz. 1990 wurde er Dritter in der Tour du Limousin.
Pillon bestritt alle Grand Tours.

## Grand-Tour-Platzierungen
| Grand Tour            | 1990 | 1991 | 1992 | 1993 | 1994 | 1995 | 1996 | 1997 |
| --------------------- | ---- | ---- | ---- | ---- | ---- | ---- | ---- | ---- |
| Giro d’ItaliaGiro     | –    | –    | –    | 41   | 88   | –    | –    | –    |
| Tour de FranceTour    | 103  | 51   | 88   | 66   | –    | –    | –    | DNF  |
| Vuelta a EspañaVuelta | –    | –    | 53   | –    | –    | –    | –    | –    |